# Gerrit Stap
Gerrit Frank Stap (Doetinchem, 19 juni 1911 – aldaar, 19 februari 2004) was een Nederlandse politieman. Hij werkte tijdens de Tweede Wereldoorlog nauw met de Duitse bezetter samen en was zodoende verantwoordelijk voor de dood van zeker vijftig tot zestig mensen.

## Levensloop

### Jeugd
Stap werd geboren in een Nederlands-hervormd gezin. Van de negen kinderen bereikten slechts drie de volwassen leeftijd. Stap wilde politieman worden, maar zijn vader, zelf schoenmaker van beroep, was tegen. Stap volgde daarom de ambachtsschool om bouwkundig tekenaar te worden. Op 21-jarige leeftijd trad hij bij zijn broer, die architect was, in dienst. Stap volgde in de jaren dertig in de avonduren de politievakschool. In zijn vrije tijd liep hij mee met de plaatselijke veldwachter om ervaring op te doen. In mei 1938 moest zijn broer hem door gebrek aan werk ontslaan, waarop hij direct een baan vond als douanier bij de grenspost bij 's-Heerenberg onder Doetinchem.
Door zijn aanstelling als ambtenaar moest Stap wel zijn lidmaatschap van de NSB opzeggen. Daar was hij sinds 1935 lid van. Als douanier had Stap vaak te maken met Joden die Duitsland wilden ontvluchten. Vermogende Joden stuurde hij door naar Kamp Westerbork, terwijl wie geen geld had teruggestuurd werd naar Duitsland.

### Veldwachter in Didam; eerste poging tot liquidatie
Kort na de Duitse inval in Nederland in mei 1940 kreeg Stap een aanstelling als veldwachter bij de politie in Didam. Na de opheffing van het ambtenarenverbod begin 1941 werd Stap weer lid van de NSB. Hij werd een jaar later lid van Rechtsfront. In datzelfde jaar volgde hij een cursus aan de beruchte Politieschool in Schalkhaar. Hij was verantwoordelijk voor de arrestatie van tal van zwarthandelaren, verzetsmensen en ondergedoken Joden. Hij maakte geen onderscheid op leeftijd. Zo arresteerde hij een Joodse vrouw van negentig jaar oud. In Didam betrok Stap in 1943 de woning van een ondergedoken Joods gezin aan de Beekseweg, tegenwoordig bekend als de Wilhelminastraat. Tegen het einde van 1944 besefte hij dat de Duitsers aan de verliezende hand waren en verkocht het huis aan de overburen. Na de oorlog voerde de oorspronkelijke Joodse eigenaar een jarenlange juridische strijd voordat hij het huis weer terug had.
Het verzet in Didam pleegde in 1942 een aanslag op hem. Hij werd in het donker opgepakt en kreeg een flink pak slaag. Omdat Stap niet tegenstribbelde twijfelden de aanslagplegers of ze wel met de juiste persoon van doen hadden. Zodoende wist Stap te ontkomen.

### Overplaatsing naar Putten; vervolgd vanwege mishandeling
Een half jaar later benoemde Jacob Eduard Feenstra, het hoofd van de Gelderse politie, Stap tot wachtmeester in Putten. Stap verhuisde met zijn vrouw naar het Veluwse dorp. Van Feenstra kreeg Stap de opdracht om de NSB-burgemeester Frits Klinkenberg in de gaten te houden. Feenstra verdacht hem ervan zijn ambt te misbruiken.
Samen met diezelfde Klinkenberg arresteerde Stap op de eerste dag al een Joodse familie: een echtpaar met drie kinderen en een grootmoeder. In een zomerhuisje in de buurt van Ermelo zat de familie Staal uit Amsterdam ondergedoken. In het huisje vonden ze vervolgens de adresgegevens van nog een onderduikadres. Zodoende werden nog tien mensen, waaronder drie Joden, opgepakt. In de maanden daarna volgde nog de arrestatie van verschillende verzetsmensen.
In maart 1943 werd Stap door Feenstra op het spoor gezet van de Tielse veehandelaar Heuff die voor bedragen van tweehonderd tot driehonderd gulden persoonsbewijzen verkocht. Hij kwam in contact met Heuff en deed zich voor als een illegaal werker die Joden naar Zwitserland smokkelde. Via Heuff kwam hij in contact met een Joodse onderduiker die bij een boer in Geldermalsen verbleef. Zowel veehandelaar Heuff als de Joodse onderduiker, die kort daarop omkwam in Sobibór, werden opgepakt.
Stap stond er om bekend gewelddadig om te gaan met arrestanten. Hij ranselde gevangenen af en bond in Ermelo bijvoorbeeld een zieke Joodse vrouw van 75 jaar met haar benen aan een stoel vast. Stap werd daarom in augustus 1943 geschorst. De officier van justitie in Zutphen J.W.M. des Tombe wilde hem vervolgen wegens de mishandeling van arrestanten. Feenstra adviseerde Stap enige tijd op vakantie te gaan en zorgde ervoor dat de zaak voor een Duits rechtscollege werd behandeld in plaats van een Nederlands college. Het Duitse rechtscollege veroordeelde Stap tot een gevangenisstraf van twee weken.
De schorsing weerhield Stap er niet van om in november 1943 wederom een arrestant te mishandelen. In november 1943 arresteerde hij in Epe de Joodse jongen Boris Smalhout. Hij sloeg deze veelvuldig in het gezicht en kwam zodoende achter de verblijfsplaats van nog eens zes Joodse onderduikers die direct werden opgepakt.

### Nieuwe poging tot liquidatie
Intussen beraamde het verzet een nieuwe aanslag op Stap. De uitvoering daarvan werd in handen gelegd van de Knokploeg-Ede. Egbert Veen, een van de leiders van KP, vroeg de onderdoken scholier Theo Krijnen en Wim Oort, een ondergedoken kwartiermeester van de Koninklijke Marine, voor de liquidatie. Zij zouden Stap op 13 januari 1944 opwachten bij de bushalte in Putten en hem vervolgens doodschieten. Stap rook echter onraad en ging naar de Marechauseekazerne in Putten. Vervolgens ontstond er een vuurgevecht waarbij Krijnen in de buik werd geraakt en Oort in schouder en been. Oort slaagde erin te ontkomen, maar Krijnen werd nog hardhandig ondervraagd door Stap voordat hij stierf. Daarbij noemde hij de naam van Veen en Lammert Braafhart, waar Krijnen ondergedoken zat.
Nog diezelfde avond bracht de Sicherheitsdienst een bezoek aan Veens adres aan de Papekoplaan 19 in Ede. Veen zat ergens anders ondergedoken, maar bracht net die avond zijn vrouw naar huis. Hij werd opgevangen door opperwachtmeester van de Marechaussee Huizinga en twee politieagenten. Toen hij zijn handen niet snel genoeg opstak werd hij door Huizinga in het hart geschoten en overleed ter plekke. Braafhart werd twee dagen later gepakt en overleed op 16 januari 1945 in Sachsenhausen.
Vanwege de aanslag werd de gevangenisstraf van Stap niet uitgevoerd. Toch had de aanslag ook voor hem nadelige gevolgen. Volgens de regels had hij burgemeester Klinkenberg direct moeten inlichten, in plaats van eerst Krijnen te ondervragen. Op voorspraak van Harm Lanting, afdelingscommandant van de marechaussee te Epe, werd Stap overgeplaatst naar Ruurlo.

### Periode in Ruurlo; arrestatie van Frits Slomp
De knokploeg van Aalten beraamde in april 1944 een nieuwe aanslag op Stap. Deze kon worden voorkomen doordat Willy Markus, een medewerker van de beruchte V-mann Johnny de Droog, in de groep was geïnfiltreerd. Een dag voor de geplande aanslag op 21 april werd het grootste deel van de Knokploeg opgerold. In februari 1945 wilde het verzet in Ruurlo nogmaals proberen om Stap te liquideren. Uit angst voor represaillemaatregelen werd daar alsnog van afgezien.
Op 1 mei 1944 arresteerde Stap in Ruurlo een man die een brochure bij zich droeg met een tegen de nazi's gerichte tekst. De man had zijn haar zwart geverfd, waardoor Stap dacht met een Jood van doen te hebben. Hij wist niet dat hij tegenover de gereformeerde predikant Frits Slomp stond, de leider van de Landelijke Organisatie voor Hulp aan Onderduikers. Zijn schuilnaam Frits de Zwerver stond op de brochure, maar zelfs toen Stomp opbiechtte dat hij Frits de Zwerver was geloofde Stap hem niet. Stap bracht Slomp over naar de Sicherheitsdienst in Arnhem. Ook daar werd zijn identiteit niet vastgesteld. Op 11 mei 1944 werd de dominee door de Landelijke Knokploegen bevrijd uit de koepelgevangenis in Arnhem.
In diezelfde maand arresteerde Stap in Ruurlo een onderduiker die valse distributiekaarten van de gemeente Zelhem op zak had. Samen met SD-man Johannes Buyink werd Stap op pad gestuurd om op het gemeentehuis van Zelhem onderzoek te doen. Zij arresteerden op 23 juni de burgemeester van Zelhem Johannes Rijpstra. De burgemeester verloor in december 1944 het leven in een buitenkamp van Neuengamme.

### Arrestatie, mishandeling en veroordeling
Stap werd na de bevrijding in Enschede aangehouden. Op 18 mei 1945 bood de Binnenlandse Strijdkrachten – tegen alle voorschriften in - de bevolking van Ruurlo de mogelijkheid voor “genoegdoening”. Hij werd op een auto door het dorp gereden waarbij iedereen die de behoefte voelde hem een klap in het gezicht mocht geven. Meer dood dan levend werd de politieman opgesloten in een hondenhok, waarna belangstellenden tegen betaling mochten komen kijken.
Na de oorlog werd Stap berecht door het Bijzonder Gerechtshof in Arnhem. Omdat hij niemand rechtstreeks had gedood werd niet de doodstraf, maar levenslang tegen hem geëist. De rechtbank volgde in eerste instantie de eis van levenslang. In hoger beroep werd het vonnis bijgesteld naar 20 jaar.